# Zwartwordende stuifzwam
De zwartwordende stuifzwam (Lycoperdon nigrescens) is een schimmel behorend tot de familie Lycoperdaceae. Hij leeft saprotroof op droge tot vochtige, vaak ietwat zure, meestal humusrijke, kleiige, zandige en lemige bodems. Hij verschijnt van zomer tot herfst in zowel naald- als loofhoutbossen. Naast bossen komt hij voor in jeneverbesstruwelen, lanen, parken, droge schrale graslanden en vochtige duinvalleien, vaak gezien bij eik (Quercus).

## Kenmerken

### Uiterlijke kenmerken
De vruchtlichamen hebben een diameter van 1 tot 4 cm, hoogte 1,5 tot 3 cm, bolvormig of peervormig. Het oppervlak is mat, papierachtig, crème tot grijsbruin van kleur. Het is bedekt met talrijke, grote stekels die vanaf het begin donker zijn; lichtbruin bij jonge vruchtlichamen, bruin bij oudere. De stekels zijn 2-3 mm hoog en groeien op kegels met zwartachtige toppen. Nadat de stekels eraf vallen, blijft er een reticulaire structuur achter op het endoperidium.
De gleba is aanvankelijk olijfgeel en wordt dan bruin. De ondergrond is aanvankelijk lichtbruin, daarna grijsbruin met een olijf- of violette tint. Het creëert relatief grote kamers met een goed ontwikkelde columella.
Deze stuifzwam is net als andere soorten stuifzwammen als hij jong eetbaar. Deze stuifzwam wordt echter al snel ongeschikt voor consumptie vanwege de onaangename, metaalachtige geur.
Hij is visueel vergelijkbaar met andere soorten als ze jong zijn, wordt het met de jaren steeds donkerder en mist het kenmerkende steeltje dat een oude parelstuifzwam (Lycoperdon perlatum) wel krijgt.

### Microscopische kenmerken
De sporen zijn bolvormig, olijfbruin, lichtbruin, gepunt tot fijn wrattig en hebben een diameter van 4 tot 5 μm. Tussen de sporen zitten gebroken sterigmata. Trichinella is dichotoom vertakt, 0,7-0,9 μm dik, matig dikwandig, zelden gesepteerd en heeft putjes.

## Verspreiding
De zwartwordende stuifzwam wordt gevonden in Noord-Amerika, Europa en Japan. In Nederland komt hij algemeen voor. Hij staat niet op de rode lijst en is niet bedreigd.

## Taxonomie
Het werd voor het eerst wetenschappelijk beschreven in 1794 door de Zuid-Afrikaanse mycoloog Christiaan Hendrik Persoon.